# 坤儀公主
坤儀公主（1630年—17世纪？），明朝公主，崇祯帝朱由检与周皇后之女。
坤儀公主是朱由检最年长的女儿，但早逝。追封为坤儀公主。在诸多史料中，诸多学者把其生平与被朱由检殺死的昭仁公主混淆。